# Kukul

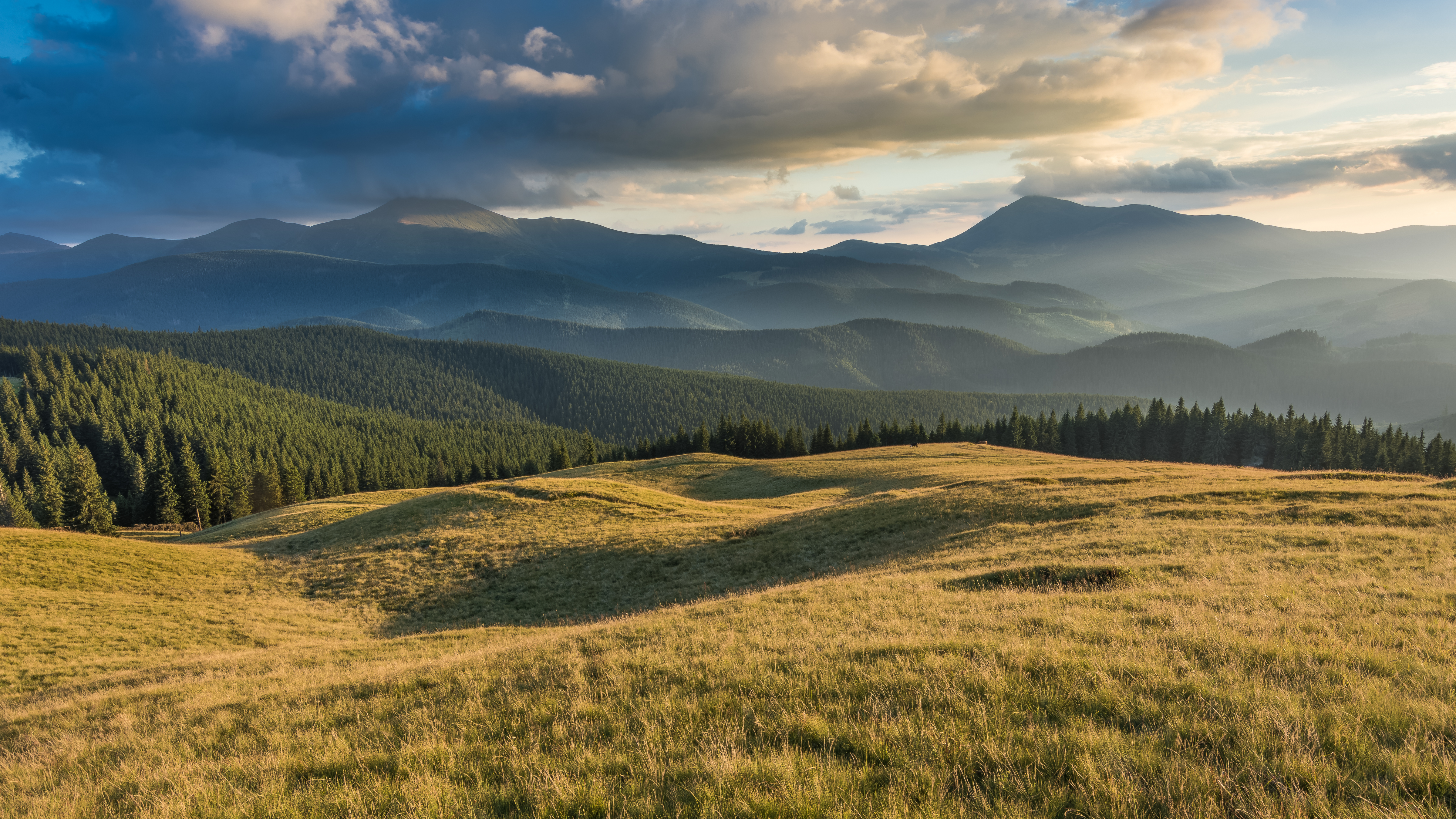
Widok na główny grzbiet Czarnohory z połoniny na zboczach Kukula

Kukul (ukr. Кукул, Kukuł) – szczyt górski w Czarnohorze położony na granicy ukraińskich obwodów iwanofrankiwskiego i zakarpackiego.

## Geografia
Kukul stanowi kulminację kilkunastokilometrowego grzbietu położonego na północ od głównej grani Czarnohory. Grzbiet ten ciągnie się od dolnego biegu potoku Łazeszczyna na północnym zachodzie po początkowy odcinek Prutu na południowym wschodzie. Ku pierwszemu ciekowi spływają potoki wybijające na południowych zboczach, ku drugiemu – na północy i zachodzie. Grzbietem przebiega granica dorzecza Cisy (do której uchodzi Łazeszczyna) i  wspomnianego Prutu. Jest to też granica obwodowa, a historycznie m.in. granica Galicji i Węgier (przed 1918) oraz Polski i Czechosłowacji (okres międzywojenny).
Sam wierzchołek Kukula wznosi się na wysokość 1540 m n.p.m. (według innych danych 1539,4 m) przy wybitności równiej 391 m. Choć grzbiet w większości pokryty jest połoninami (z widokami m.in. na Petros i Howerlę w głównym paśmie czarnohorskim), sam szczyt pozostaje zalesiony. Znajduje się na nim metalowy słupek triangulacyjny.

## Turystyka i ochrona przyrody
Przez wierzchołek Kukula prowadzi niebieski szlak pieszy z centrum Worochty (11,7 km) do jej przysiółka – Zawojeli (4,8 km), który częściowo powiela trasę Głównego Szlaku Karpackiego z lat 30. XX wieku. Poniżej szczytu po stronie zakarpackiej biegnie znakowany na zielono okrężny szlak z Łazeszczyny. Około półtora kilometra na północny zachód od szczytu, na skraju Połoniny Łabieskiej kończy się też żółty szlak prowadzący głównym grzbietem karpackim od strony Woronienki. Przez szczyt wiedzie też kilka szlaków rowerowych. 
Na przełomie 1938 i 1939 roku na północnych zboczach Kukula otwarto schronisko Związku Osadników, które nie przetrwało II wojny światowej.
Współcześnie północne i zachodnie stoki Kukula znajdują się w granicach Karpackiego Parku Narodowego.

## Nazwa
Nazwa Kukul ma pochodzenie wołoskie. Wywodzi się ją od rumuńskiego słowa cucă – „odosobnione wzniesienie na danym terenie” – uzupełnionego o przyrostek -ul pełniący funkcję męskiego rodzajnika określonego. Pokrewny charakter ma nazwa Kukulik odnosząca się do szczytu w Górach Czywczyńskich.